# Benedetto Montagna

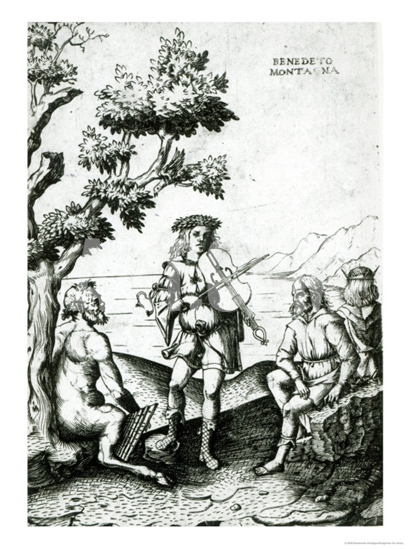
Apol·lo i Pan

Benedetto Montagna (Vicenza, 1480 - 1555/1558), va ser un gravador, escultor i pintor italià.
Montagna va néixer a Vicenza, va ser el fill del pintor Bartolomeo Montagna. Principalment es va dedicar al gravat de xilografies, amb els temes d'escenes mitològiques i de gènere.